# 郑治栋
郑治栋（1948年9月—），男，湖南常德人，中国人民解放军少将。中国共产党党员。

## 生平
南京高级陆军学校人武干部班毕业，后在国防大学基本系进修，大学专科学历。历任湖南省嘉禾县人武部副政治委员、部长，郴州军分区司令员，零陵军分区司令员，湖南省军区副参谋长、副司令员等职。2002年7月任湖南省军区司令员，并兼任中共湖南省委常委，2006年11月不再兼任省委常委，2009年3月退出领导岗位。